# Sing-A-Long
Sing-A-Long – singel zespołu A wydany w 1997, promujący płytę How Ace Are Buildings.

## Lista utworów
1. "Sing-A-Long" – 4:19
2. "Sing-A-Long" – 4:22 (Post Team Audit Mix)
3. "Singing Out Of Tune" – 3:49 (In A Castle)
4. "Number One" – 3:22 (Radio Edit)
5. "Number One" (Video)